# روبرت تیلور
روبرت تیلور (انگلیسی: Robert Taylor؛ زادهٔ ۱۹۶۳ (۶۱–۶۲ سال)) یک هنرپیشه اهل استرالیا است. وی از سال ۱۹۸۸ میلادی تاکنون مشغول فعالیت بوده‌است.
از فیلم‌ها یا برنامه‌های تلویزیونی که وی در آن نقش داشته است می‌توان به ماتریکس، ند کلی، تمساح، محدودیت عمودی، کلمه سخت، درون خاکستر و تمرکز اشاره کرد.